# Aster pleiocephalus
Aster pleiocephalus là một loài thực vật có hoa trong họ Cúc. Loài này được (Harv.) Hutch. mô tả khoa học đầu tiên năm 1935.